# سورك (دابوي الجنوبي)
سورك (بالفارسية: سورک) هي قرية تقع في إيران في قسم دابوي الجنوبی الريفي. يقدر عدد سكانها بـ 289 نسمة بحسب إحصاء 2016.